# Dereboğazı
La rivière de Dereboğazı (Dereboğazı Çayı ou Felet Çayı) est un cours d'eau de Turquie coupé par le barrage d'Enne dans la province de Kütahya. Elle conflue avec la rivière Porsuk Çayı au nord de la ville de Kütahya à une quinzaine de kilomètres en aval du barrage.